# 李泰祥
李泰祥（1941年2月20日—2014年1月2日），出身臺東縣臺東市馬蘭部落的阿美族音樂家。一生致力將古典音樂通俗化、將中國民歌重新賦予現代化編曲，並創作出許多知名作品，包括〈橄欖樹〉、〈告別〉等。嚴肅音樂作品則包括第一、第二號《弦樂四重奏》、《太虛吟》、鋼琴五重奏《氣、斷、流》、《生民》、《幻境三章》、《山和田》客家風組曲、《台灣素描》、《狩獵》等；大型劇樂作品包括清唱劇《大神祭》、歌劇《大風起兮》，以及為雲門舞集創造的舞劇音樂等。

## 專業與創作
李泰祥畢業於國立臺灣藝術專科學校音樂科，但原先考進美術印刷科，之後轉入音樂科，主修小提琴；1964年畢業後隨即受聘擔任台北市立交響樂團小提琴首席；1971年與新象創辦人許博允赴美國新聞處，聽到現代音樂演講，改變創作方向，並與葉維廉、許博允、陳學同、顧重光、凌明聲共同策劃「七一樂展」，為台灣前衛音樂踏出重要的一步。1974年任臺北市立交響樂團指揮。
在1970年代校園民歌風行時期創作的著名作品包括《橄欖樹》、《歡顏》、《你是我所有的回憶》、《一條日光大道》、《錯誤》、《告別》等等。不過，李泰祥雖曾以《橄欖樹》等歌曲受到歡迎，但因過去賣斷版權，分不到版稅，晚年經濟困頓。民歌歌手如齊豫（弟媳）、許景淳、唐曉詩及陳文俊等曾受其指導，齐秦和崔苔菁也曾與李泰祥合作，后者更唱紅唐曉詩的名曲《告別》，葉蒨文1980年剛出道時也曾受教於李泰祥，演唱李泰祥創作的民歌大碟《春天的浮雕》。
1981年，李泰祥獲第18屆金馬獎最佳劇情片原作音樂獎，1991年以許景淳《真想要飛》專輯裡的歌曲〈春天從愛情來〉獲第3屆金曲獎最佳編曲人獎，1997年獲第8屆金曲獎特別貢獻獎。

## 抗病與追思
李泰祥於1988年罹患帕金森氏症，2009年因甲狀腺癌而開刀，2013年起長期住院。
李泰祥在養病期間仍時有創作，多次參與相關音樂會。
李泰祥於2008年獲國家文藝獎。2012年受邀擔任國立政治大學駐校藝術家。2013年李泰祥獲頒發第32屆行政院文化獎，雲門舞集創辦人林懷民擔任李泰祥引言人，身體不適的李泰祥在醫護人員陪同下出席頒獎典禮，展現生命的韌性。
2014年1月2日晚上8點20分，李泰祥病逝於新北市新店慈濟醫院，享壽73歲。
2014年1月5日，李泰祥女兒李若菱和弟子許景淳等於臺南市立文化中心舉行「橄欖樹下的黃金歲月」音樂會。
2014年4月11日，李泰祥弟子齊豫於台北舉行「橄欖樹2014台北演唱會」，懷念恩師。
2016年11月13日，國立臺灣交響樂團、台中市政府文化局於臺中市圓滿戶外劇場舉辦「浪漫音樂詩人—作曲大師李泰祥主題音樂會」，李泰祥兒子李奕青擔任編曲及節目顧問，歌手萬芳、李建復、許景淳、林文俊、林芊君參與演唱。

## 作品列表

### 专辑
- 《乡》，新格唱片，1977年10月
- 《延绵交响诗》，1979年
- 《美丽的哀愁》，宝丽金，1980年
- 《那些 天地人》，宝丽金，1985年
- 《错误 李泰祥演奏专辑》，1985年
- 《溯》，达伟唱片，1988年
- 《京华烟云 电影原声大碟》，滚石唱片，1988年4月6日
- 《与海拔河的人》，滚石唱片，1990年3月
- 《蝶恋》，台湾华星，1991年
- 《告别 82-87作品精选》，滚石唱片，1992年11月
- 《李泰祥与他的女弟子》，1994年
- 《偶然与追寻 李泰祥的文学音乐》，	量声唱片，1995年
- 《中国交响世纪》，金革唱片，1997年
- 《音乐与生命的对话 李泰祥音乐经典》 ，1997年
- 《自彼次遇到你》，金革唱片，2002年
- 《云在头上飞》，金革唱片，2004年

### 其他作品
- 三陽工業野狼125廣告歌，1974年
- 婚紗攝影公司中視新娘世界企業歌曲

## 荣誉

### 中华民国勋章奖章
- 二等景星勋章（2011年10月25日于台北总统府颁授[21][22]）